# Коллинз (посуда)

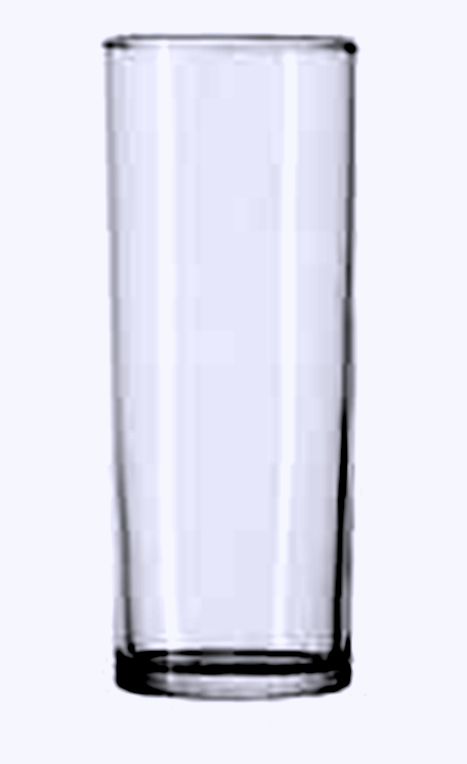
Стакан «Коллинз»

Коллинз — стакан цилиндрической формы с прямыми стенками, используемый для лонгдринков.
Своё имя стакан получил по названию коктейля «Том Коллинз».
Своей формой стакан похож на хайболл, но немного выше и у́же. В какой-то степени стакан Коллинз является средним между хайболлом и бокалом «Зомби». Кроме того, Коллинз не имеет ножки.
По объёму стакан Коллинз мало отличается от хайбола: от 230 до 340 мл.
Стакан Коллинз очень популярен в барах и ресторанах как один из самых удобных для составления коктейлей: прохладительных и лонгдринков.